# Helga Vlahović
Helga Vlahović (Zagreb, 28. siječnja 1945. – Zagreb, 27. veljače 2012.) bila je hrvatska novinarka, televizijska i radijska spikerica, voditeljica, producentica, urednica HRT-a i javna osoba čiji se radni vijek proteže kroz više od pet desetljeća. Radi se o jednoj od najpoznatijih hrvatskih televizijskih voditeljica, koja je veliku slavu te čak i međunarodnu popularnost stekla već 1970-ih.
Kćer je mađarskoga glazbenika, violinista Kalmana Vlahovicza (rođenjem iz Budimpešte, koji je došao u Zagreb u mladoj dobi) i Austrijanke Vere iz Beča, glumice, studentice opernog pjevanja na bečkoj Akademie für Musik und darstellende Kunst. Ime je dobila po majčinoj prijateljici (nestaloj u ratu, a koju je mati pronašla 20 godina poslije) iz poznate bečke glumačke obitelji Körber. Među pet je prvih hrvatskih popularnih ženskih televizijskih lica: Helga Vlahović, Željka Fattorini, Jasmina Nikić, Vesna Spinčić-Prelog, Ksenija Urličić.
Za vrijeme svoje karijere njeno su ime navodili i kao Helga Vlahović Pea i Helga Vlahović Brnobić za vrijeme njezinih brakova.

## Životopis
Rođena je 1945. godine. Otac joj je bio imućna osoba; mnoge vrijedne nekretnine i pokretnine koje su imali nestale su zbog ratnih okolnosti. Unatoč svemu tome, otac joj je omogućio krasno djetinjstvo, a među ostalim i ljetovanja na mjestima gdje su bila i diplomatska djeca s kojima se igrala, te tako naučila engleski. Pohađala je gimnaziju u Zagrebu, a učila je svirati violinu u glazbenoj školi. Maturirala je 1963. godine. Htjela je biti liječnica, no zbog očeve smrti izabrala je nešto lakši studij njemačkog i povijesti umjetnosti na zagrebačkom Filozofskom fakultetu, jer su ona i mati bili suočene s financijskim poteškoćama zbog očeve smrti.

### Karijera

#### Početak
Helga Vlahović se 1964. zaposlila na Televiziji Zagreb dok je na Sveučilištu u Zagrebu studirala njemački i engleski jezik, te povijest umjetnosti. Zbog svojeg novog posla odustala je od studija, no kasnije je diplomirala. Prvo je radila kao spikerica na Radio Zagrebu.  Od 1966. godine vodi razne zabavno-glazbene emisije, kao što su TV Magazin i ine emisije s glazbenim temama. U karijeri je učila od poznatih voditeljskih imena Gordane Bonetti, Velimira Đuretića, Valike Šverer, Vladimira Mahovlića, Stjepana Kardoša, Nade Agbabe, Ljube Jelčića, Marte Tomljenović, Joze Vukelića i inih, a njenom usavršavanju je pridonio i njen dugogodišnji kolega Oliver Mlakar.
1968. je odabrana za vođenje Međunarodnog festivala glazbe u Sopotu u Poljskoj, a u 1971. je vodila glazbeni festival u Scheveningenu (Nizozemska). 1972. godine postala je voditeljica jutarnje emisije  "Jugoslavijo, dobar dan", a 1977.–1978. je bila voditeljica glazbene emisije "Svjetla pozornice". Od 1978. do 1980. organizirala je "Jadranske susrete" (hrvatsku inačicu Igara bez granica).
Veliki skok popularnosti je doživjela kad je bila voditeljica u televizijskim magazinima Antona Martija, u kojima je i plesala i pjevala.

#### Od 1984. do 2012.
1984. i 1988. Helga Vlahović organizira programe "Beč pozdravlja Zagreb, Zagreb pozdravlja Beč" i "Dubrovnik-Stuttgart". Radilo se o glazbenim i putopisnim emisijama koje su koordinirali JRT, ORF i ARD, a koje su bile usmjerene ka jugoslavenskim gastarbajterima koji su željeli zadržati osjećaj domovine, no nisu si mogli priuštiti putovanje u Jugoslaviju. Zbog svojeg istančanog osjećaja za glazbu i dobrog poznavanja engleskog jezika, zajedno s Oliverom Mlakarom Vlahović je odabrana za vođenje Eurovizije 1990. u Zagrebu poslije pobjede hrvatskih predstavnika Rive koji su predstavljali Jugoslaviju na natjecanju 1989.
Raspadom Jugoslavije 1991. i početkom Domovinskog rata Helga Vlahović radi televizijske emisije vezane uz tijek Domovinskog rata na Hrvatskoj radioteleviziji. Ostaje na mjestu glavne televizijske voditeljice ratnog informativnog programa do kraja rata 1995. godine. 1996. godine započela je vlastitu televizijsku emisiju o medicini "Govorimo o zdravlju". Poslije 42 godine rada za HRT umirovljena je 2006.
Bila je e voditeljica modnih revija, prezentacija kozmetike, vodila je Đakovačke vezove, Vinkovačke jeseni, a preko trideset godina komentirala je Novogodišnji koncert Bečkih filharmoničara iz dvorane Musikvereina i dr.
Godine 2009., dobila je Zlatno odličje za zasluge Republike Austrije za zasluge u razvijanju kulturnih veza između Hrvatske i Austrije.
Govorila je nekoliko stranih jezika.

## Privatni život

### Obitelj
Helga Vlahović ima dvije kćeri, Renee Pea (rođena 1975.) iz desetogodišnjeg braka s novinarem i direktorom prve mreže Hrvatskog radija Francom Peom, te Karlu Brnobić (rođena 1982.) iz braka s neurokirurgom Miljenkom Brnobićem (umro 1997.). Smatra da ju je upravo Brnobić inspirirao započeti emisiju "Govorimo o zdravlju".

### Bolest
Godine 2009. Helgi je dijagnosticiran rak maternice, bolest od koje je naposljetku preminula 27. veljače 2012. Komemoracija je održana u velikoj dvorani Novinarskog doma u Zagrebu. Pokopana je na vlastitu želju na Mirogoju uz pjesmu "I'll be watching you" britanskog glazbenika Stinga.

## Nagrade
- 2004.: Nagrada Ivan Šibl HRT-a, za životno djelo.

## Vanjske poveznice
- Helga Vlahović u internetskoj bazi filmova IMDb-u (engl.)